# 홈프론트 (비디오 게임)
홈프론트(Homefront, "향토전선")는 카오스 스튜디오에서 개발하고 THQ에서 유통되는 1인칭 슈팅 게임이다.

## 연표
- 2011년: 북한의 핵실험 때문에 UN으로부터 제재조치를 받는다. 이에 대해 북한은 "서구 침략 (Western aggression)에 대한 정당한 대응"이라고 일침.
- 2012년: 김정일 사망. 아들인 김정은이 새로운 지도자가 된다.
- 2013년: 남북통일. 대조선공화국 수립. 이 업적으로 인해 김정은이 노벨 평화상을 수상한다.
- 2014년: 남북통일에 의해 군대의 필요성이 저하되었다는 대조선공화국 측의 주장을 받아들여, 한국에 주둔해있던 미군이 철수한다.
- 2015년: 세계적인 석유부족으로 위기감이 고조되는 가운데, 사우디아라비아와 이란의 전쟁이 발발. 러시아와 유럽의 원유공급삭감으로 인해 원유가격이 급등한다.
- 2016년: 국제경제의 불안정화로, 미국은 일본을 포함한 동아시아 각국의 병력을 철수시킨다.
- 2017년: 사회기반의 붕괴가 계속되어, 미국에서는 계엄령이 선포된다.
- 2018년: 2018년 4월 1일, 대조선공화국 특수부대에 의해 중국의 원자력시설이 파괴. 이후 대조선공화국은 일본에게 '항복하지 않으면 일본의 원자력시설도 같은 운명을 맞이할 것이다'라고 경고하고, 일본이 항복하여 대조선공화국은 무혈점령으로 일본을 속국으로 만든다. 이후 대조선련방(Greater Korean Federation) 선포. UN은 일본점령을 비난하나, 대조선련방 정부는 UN을 탈퇴를 발표.
- 2019년: UN이 영향력을 완전히 잃어, 결과적으로 해체된다.
- 2020년: 캐나다가 미국과의 국경을 봉쇄.
- 2021년: 대조선련방이 아시아 각국을 지배하에 둔다. 미국에서는 녹스빌 기침(Knoxville Cough, 신형 인플루엔자, N5N1형. WHO에 의해 판데믹 인정)이라는 신종 감염증이 만연한다.
- 2022년: 녹스빌 기침의 감염을 막기 위해, 멕시코가 미국과의 국경을 봉쇄. 하이퍼 인플레이션이 발생하여 미국 달러의 가치가 바닥으로 떨어진다.
- 2023년: 녹스빌 기침이 미국 전역에 확대유행하여 맹위를 떨친다. 조선인민군(KPA)의 병력은 2000만을 돌파.
- 2024년: 대조선련방이 미국이 더 이상 유지할 수 없게 된 GPS 시스템을 대신하기 위해 차세대 인공위성 발사 계획을 발표한다.
- 2025년: 캔자스주 상공에서 대조선련방의 인공위성이 핵폭발을 일으켜, 대규모 EMP 공격이 미국 전역을 덮친다. 이로 인해 지상의 전력공급망과 전자기기의 대부분이 파괴되어, 미국의 인프라가 붕괴 상태에 이른다. 이 공격과 연동하여 대조선련방이 미국 본토 침공을 개시한다. 일본이나 동남아시아에서 흡수한 인원 및 기술 등으로 힘을 키운 인민군이 하와이 점령, 서해안 상륙, 공정부대에 의한 미국 중부 공격이 시작된다. 유럽 각국은 경제붕괴에 의해 개입이 불가능한 상태다.
- 2026년: 대조선련방이 서부지역을 확실하게 지배하기 위해 미시시피강에 방사능물질을 방류한다. 이결과 미국이 사실상 동서로 분할된다.
- 2027년: 게임이 시작되는 시기. 미국의 군은 완전히 분단되어 무력화되었다. 중동전쟁 때문에 원유가가 상승하여 연료부족으로 점령된 지역에 대해 폭격도 하지 못하는 상황이다. 거기서 주인공의 활약이 시작된다.

## 시간적 배경
홈프론트의 시간적 배경은 미래 2027년으로 통일 공화국이 미국을 침공한다는 내용을 담고 있는 가상 시나리오이다.

## 등장인물

### 미국 저항군(American Resistance)
- 로버트 제이콥스(Robert Jacobs)

이 게임의 주인공. 미해군 출신으로 조선 인민군에 의한 소집 명령을 무시하고 있다가, 갑자기 집을 습격한 인민군에 의해 연행되지만 레지스탕스에 의해 구조되고 그들과 같이하게 된다.
- 하퍼 리(hopper lee)

재미교포 3세 한국인. 직업은 전문정비사이자, 그는 폭탄을 설치하거나 함정을 설치하는 담당을 맡고있다. 어떠한 장비와 차량도 수리가 가능하다. 주인공인 로버트 제이콥스의 동료.
- 보니 칼슨(BOONE KARLSON)

전직 경찰관. 지휘자라고 보면된다. 이는 레지스탕스와 함께 인민군을 대항하였지만, 주인공들이 작전을 수행하러 가던 도중 그는 은신처에 시민들을 보호하기 위해 남았지만 인민군들의 공격으로 그는 죽임을 당하고 주인공들에 의해 처참한 죽음으로 발견하게 된다.
- 코너 모건(CONNOR MORGAN)

전직 군인. 그는 실력이 경험있어서 어떤 전장에서 능숙한 전투를 발휘한다. 로버트 제이콥스를 구한 또 다른 동료.
- 리아나(LIANNA)

여자 레지스탕스. 로버트 제이콥스를 구한 동료.

### 대조선공화국(Greater Korean Republic)
대한민국과 통일을 이루고 유라시아 전체를 점령한 가공의 조선민주주의인민공화국의 모습으로 미국을 공격한다.
- 김정일

조선민주주의인민공화국의 국방위원장으로 작품 내에서는 2012년에 사망했다는 소식이 나온다. 실제로 게임이 출시된지 몇 개월만에 2011년 12월 김정일이 사망했다.
- 김정은

김정일의 삼남. 작품 내에서는 아버지 김정일이 죽자 그의 뒤를 따라 실질적 지도자에 오르며 이후 적화통일을 이루고 주변국들을 점령한 뒤 미국에게 선전포고를 한다.
- 정 대령

인민군 소속 대령 연대장. 점령지인 콜로라도를 관리하고 있으며 작중에서 주인공 로버트 제이콥스를 강제 연행한다.
- 문 중사

인민군 소속. 정 대령과 같이 콜로라도를 관리한다.

## 논란
대한민국에서는 게임물관리위원회로부터 반국가적 내용이기 때문에 발매금지를 하였다.
일본에서는 CERO에 의한 심의 과정에서 "실존 인물 및 나라, 국기, 민족, 종교, 사상, 정치단체를 적대시하거나 멸시하는 표현이나 더욱 일방적으로 비난 비방하는 표현"에 의한 장면이 있기 때문에 인트로에서 김정일이 등장한 장면을 삭제하고 조선민주주의인민공화국을 '북쪽의 어느 나라(北の某国)', 김정은을 '북쪽의 지도자(北の指導者)'로 변경하였다.
개발 초기에 원래 게임 속 적이 북한이 아니라 중국이였다는 사실을 제작사에서 공식적으로 밝혔다. 개발 당시 중국 정부에서 항의하거나 혹은 중국지역에서 사업을 전개하기가 어려워지는 바람에 북한으로 변경할 수 밖에 없다는 입장이였다.

## 관련 매체

### 소설
2011년 1월 25일 존 밀리어스와 레이몬드 벤슨이 홈프런트: 자유의 소리라는 소설을 출판하였다.